# Gallipoli (Turchia)
Gallipoli (in turco Gelibolu; in greco Καλλίπολη?, Kallípolī) è una città della Turchia, centro dell'omonimo distretto, nella provincia di Çanakkale.
La città si trova in posizione strategica sulla sponda europea dello stretto dei Dardanelli.

## Storia
Il nome deriva dal in greco antico: Καλλίπολις?, Kallípolis, che significa "bella città". È situata sulla penisola omonima (Gelibolu Yarımadası in turco), con il mar Egeo a ovest e lo stretto dei Dardanelli a est. Nei suoi pressi sorgeva la capitale di Lisimaco (uno dei diadochi di Alessandro Magno), Lisimachia.
Nel 1354 la città fu conquistata da Süleyman, figlio primogenito del sultano ottomano Orhan (1324-62). Da qui iniziò l'occupazione ottomana dei Balcani.
Nel 1416 la Repubblica di Venezia distrusse la flotta ottomana durante la Battaglia di Gallipoli.
Nel corso della prima guerra mondiale nella penisola di Gallipoli avvenne una delle più cruente battaglie della guerra, la campagna dei Dardanelli (1915), rilevante perché fu l'operazione anfibia più importante del conflitto. L'operazione si risolse con il reimbarco forzato delle truppe dell'Intesa, dopo che avevano subito pesantissime perdite (si contarono circa 200 000 morti tra le file dell'esercito inglese) nel tentativo di occupare le trincee turche.
Alla periferia della città si trova il Ponte dei Dardanelli, il più lungo ponte sospeso al mondo che collega la sponda europea dei Dardanelli con quella asiatica.